# Lecteria (Lecteria) pluriguttata
Lecteria (Lecteria) pluriguttata is een tweevleugelige uit de familie steltmuggen (Limoniidae). De soort komt voor in het Afrotropisch gebied.